# 新天地集團
新天地集團股份有限公司，簡稱新天地集團股份，以及新天地集團（英語：New Trend Lifestyle Group plc，LSE：NTLG），在1989年由彭鐘樺大師（總裁）和其他團隊，於新加坡創立名為「缘中秀」。
根據資料，業務在新加坡和中國內地經營銷售風水產品，以及提供風水顧問管理。
而股份則在2012年6月28日於倫敦證券交易所另類市場上市。招股價8便士，發行新股為0.12億股，集資額為150万英镑，而這款項是用來開拓中國內地市場，成為首家風水企業來到外國資本市場。

## 連結
- FengshuiYZS.com （页面存档备份，存于）
- NewTrendLifestyleGroup.com （页面存档备份，存于）